# Christian Kern
Pour les articles homonymes, voir Kern.
Christian Kern, né le 4 janvier 1966 à Vienne, est un entrepreneur et homme d'État autrichien membre du Parti social-démocrate d'Autriche (SPÖ).
Après des études à l'université de Vienne, il travaille comme journaliste économique. Entre 1991 et 1997, il est conseiller auprès de Peter Kostelka, secrétaire d'État puis président du groupe SPÖ au Conseil national.
Il rejoint par la suite le secteur privé. Il est initialement cadre chez Verbund, étant désigné en 2010 président de la compagnie publique des chemins de fer ÖBB. C'est à ce titre qu'il est choisi comme président de la Communauté européenne du rail en 2014.
En 2016, à la suite de la démission de Werner Faymann, le Parti social-démocrate le désigne nouveau chancelier fédéral d'Autriche et en fait son président fédéral. Il est remplacé l'année qui suit à la tête du gouvernement par Sebastian Kurz.
Élu député en octobre 2017, il quitte la vie politique en novembre 2018.

## Biographie

### Formation et débuts professionnels
Christian Kern étudie la publicité et la communication à l'université de Vienne, complétant son diplôme par une formation post-universitaire au centre de management de Saint-Gall (Management Zentrum St. Gallen). Au cours de ses études, il rejoint l'Association des étudiants socialistes (VSStÖ).
Il travaille ensuite comme journaliste économique, d'abord au journal Wirtschaftspressedienst puis au magazine Option.

### Collaborateur politique
En 1991, il est recruté comme assistant de Peter Kostelka, secrétaire d'État de la chancellerie fédérale chargé de la Fonction publique, juste après la formation du gouvernement Vranitzky III. À peine trois ans plus tard, Kostelka prend la présidence du groupe SPÖ au Conseil national et nomme Kern chef du bureau de presse et porte-parole.

### Parcours dans les entreprises
Il rejoint le monde de l'entreprise en 1997, occupant différents postes de manager chez Verbund, dont il intègre le conseil d'administration en 2007. Le 7 juin 2010, il est nommé président des Chemins de fer fédéraux autrichiens (ÖBB). Il est élu président de la Communauté européenne du rail (CER) le 1er janvier 2014 pour un mandat de deux ans, mais se trouve prolongé jusqu'en 2017 dès le 25 septembre.
Au début de l'année 2015, le journal Der Standard le présente comme un prétendant à de hautes fonctions au sein du SPÖ et comme un potentiel successeur du chancelier Faymann.

### Chancelier fédéral

#### Le successeur évident de Faymann

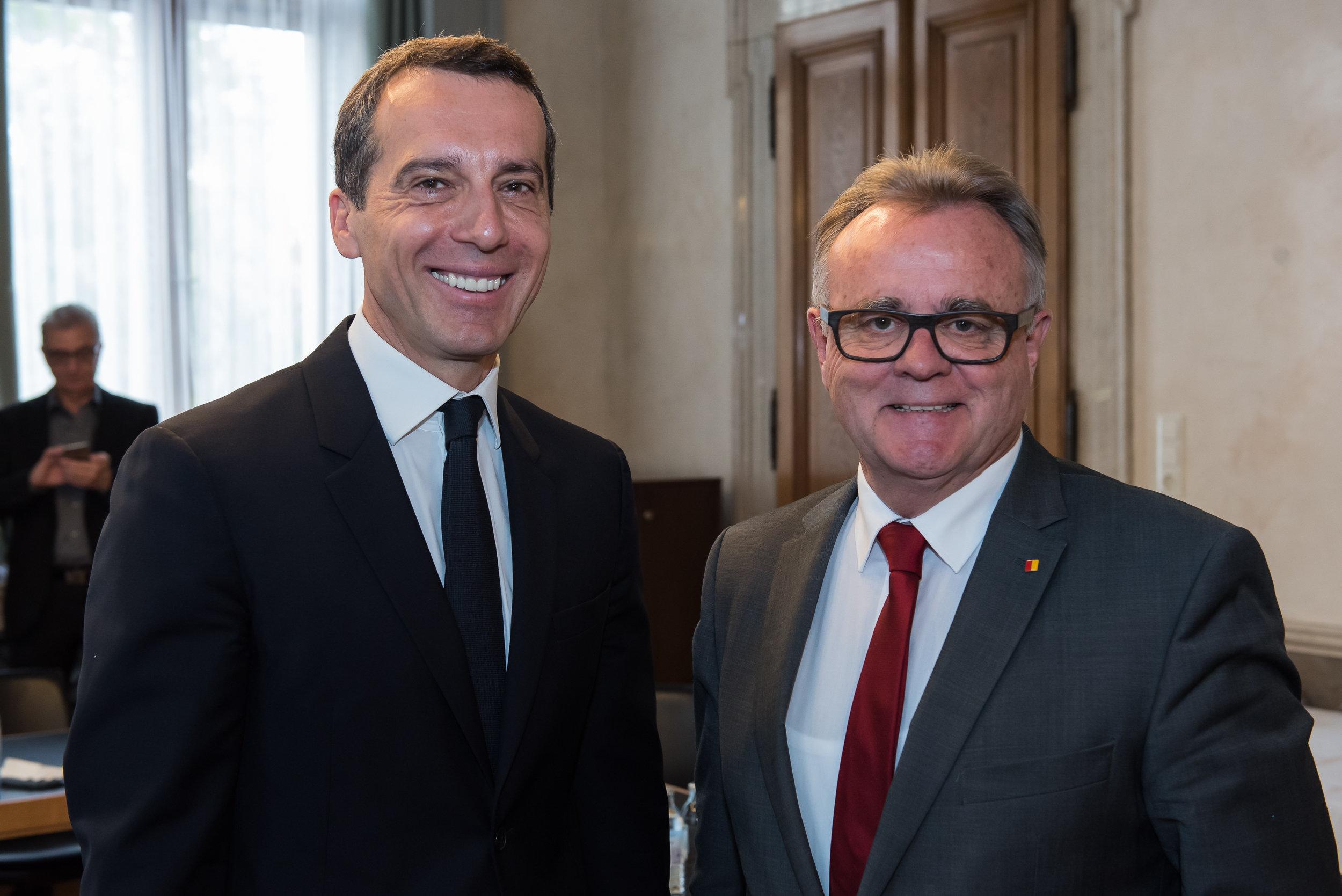
Christian Kern et le Landeshauptmann de Burgenland Hans Niessl, le 17 mai 2016 à l'issue du comité directeur fédéral du SPÖ.

Après la démission le 9 mai 2016 de Werner Faymann de la chancellerie fédérale et la présidence fédérale du SPÖ, il est présenté comme un sérieux candidat à sa succession, notamment du fait de sa gestion des ÖBB, où il a redressé les comptes tout en garantissant de bonnes relations avec les syndicats. Ayant reçu l'appui de plusieurs fédérations, il obtient le soutien décisif du SPÖ de Vienne le 12 mai, son principal concurrent Gerhard Zeiler annonçant le même jour qu'il se retire de la course.
Il est formellement proposé au chef de l'État par la direction fédérale du parti le 17 mai. Cette décision est actée lors d'une réunion à huis clos des dirigeants régionaux du SPÖ, convoquée le 13 mai. Son élection à la tête du Parti social-démocrate interviendra seulement lors d'un congrès extraordinaire, qui se réunira le 25 juin.
Son départ est regretté par les syndicalistes et salaries des ÖBB, qui reconnaissent qu'il a su faire évoluer la compagnie tout en protégeant les droits des salariés. Il est en outre aussi bien perçu par les libéraux du SPÖ du fait de sa culture d'entreprise et par l'aile gauche, après avoir su gérer le transit de milliers de migrants à travers le territoire autrichien. Un sondage de l'institut OGM présenté le 14 mai indique que 42 % des Autrichiens considèrent que sa désignation est une bonne chose, contre 21 % d'un avis contraire, 77 % saluant la démission de Faymann, dont 60 % des partisans du SPÖ.

#### Désignation formelle

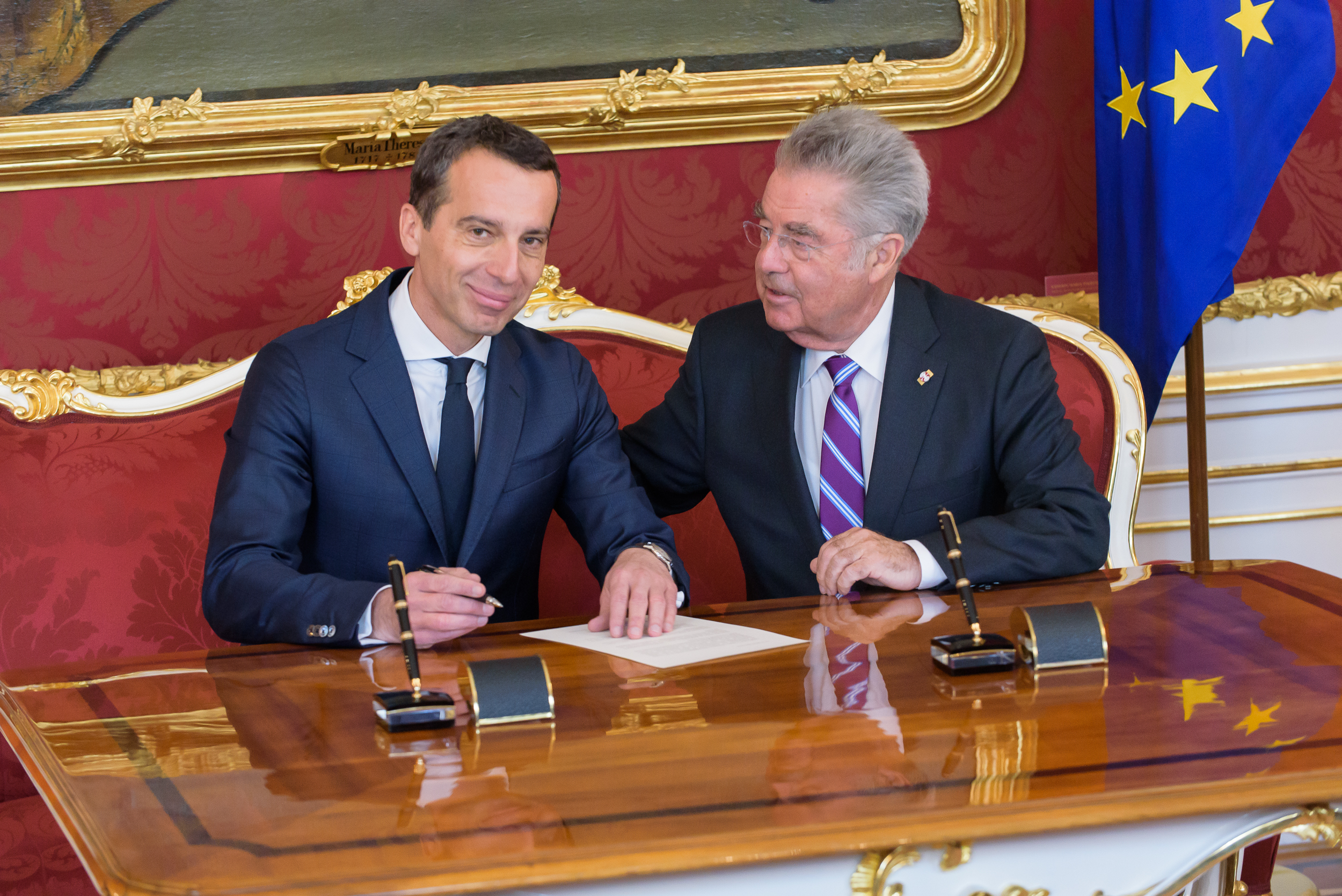
Christian Kern contresignant le décret de sa nomination aux côtés du président fédéral Heinz Fischer le 17 mai 2016.

Le 17 mai, le bureau du SPÖ le désigne candidat à la présidence fédérale du parti, décision validée par le comité directeur fédéral. Peu après, Christian Kern est nommé à 50 ans chancelier fédéral d'Autriche par le président fédéral Heinz Fischer. Il est alors le troisième social-démocrate à exercer la direction du gouvernement fédéral depuis 2007.
Il annonce ensuite la composition de l'équipe ministérielle issue des rangs du Parti social-démocrate, et remplace à cette occasion trois des cinq ministres fédéraux sortant ainsi que la secrétaire d'État de la chancellerie. Les nouveaux membres du gouvernement fédéral sont alors assermentés le 18 mai au palais présidentiel par Fischer, en présence de Kern et du vice-chancelier Reinhold Mitterlehner.

#### Président fédéral du SPÖ
Il est officiellement élu président fédéral du Parti social-démocrate lors d'un congrès convoqué le 25 juin. Il reçoit alors le soutien de 96,84 % des délégués. Ce score est supérieur à celui obtenu deux ans plus tôt par Faymann lors de sa dernière réélection — 84 % des suffrages — mais inférieur aux 98,4 % qu'il avait engrangés lors de son intronisation en 2008. Le secrétaire général du SPÖ annonce trois jours plus tard que le parti approuvera son nouveau programme fondamental, destiné à remplacer celui adopté en 1998, au cours de l'année 2017, le souhaitant « plus audacieux » et reflétant « la ligne du chancelier ».

#### La réédition de la présidentielle
Le 1er juillet 2016, la Cour constitutionnelle, constatant de nombreuses irrégularités dans le dépouillement des bulletins de vote par correspondance, annule le second tour de l'élection présidentielle, tenu au mois de mai. Réagissant, à cette décision, il indique simplement que ce choix est « la preuve que notre État de droit est robuste et fonctionne bien en Autriche » et se réjouit qu'il n'y ait pas eu de « fraude électorale ».

#### La fin de la grande coalition
Le vice-chancelier Reinhold Mitterlehner annonce le 10 mai 2017 sa démission, à la suite de dissensions internes à l'ÖVP. Le Parti populaire désigne alors Sebastian Kurz comme son nouveau président fédéral quatre jours après, et ce dernier indique vouloir la dissolution du Conseil national. Kern et le président fédéral Alexander Van der Bellen accèdent à sa demande et les partis politiques s'accordent le 16 mai pour la convocation des élections législatives anticipées le 15 octobre suivant. Le chancelier critique ensuite Kurz pour ne pas avoir pris, comme le veut la tradition, le poste de vice-chancelier en sa qualité de chef du partenaire minoritaire de la coalition.
Sebastian Kurz lui succède le 18 décembre 2017.

### Vie privée
Christian Kern est le fils d'une secrétaire et d'un électricien de l'arrondissement de Simmering. Il a été marié deux fois. De sa première union, avec Karin Wessely qu'il épouse en 1985, sont nés trois garçons. Le couple divorce en 2001. Il se remarie ensuite avec Eveline Steinberger, avec qui il a une fille.